# Antonio Rubio Fernández
Antonio rubio Blázquez
Antonio Rubio Blázquez (Bullas, Región de Murcia, 20 de agosto de 1949) es un boxeador español. Formó parte de la selección de España en los Juegos olímpicos de Múnich 1972 y de Montreal 1976 en la modalidad de Boxeo (Peso Pluma en 1972 y Peso Ligero en 1976), consiguiendo la 5º posición en sus primeros Juegos Olímpicos

## Trayectoria deportiva

### Nacimiento e infancia
Antonio Rubio Blázquez  Nació un 30 de agosto de 1949 en la localidad murciana de Bullas. A los cuatro años se traslada junto a su familia a la localidad catalana de Mataró, es con quince años cuando comienza  a entrenar en el C. D  Mataró en el boxeo.

### Carrera nacional
En 1968 se proclama por primera vez campeón de España de Boxeo Amateur (Peso Gallo) en los campeonatos nacionales celebrados en Palma de Mallorca. Al año siguiente, ya convertido en un conocido púgil a nivel nacional, se proclama Campeón de España de Boxeo Amateur (Peso Pluma) en Barcelona. En 1970 se haría con su tercer cetro nacional en los campeonatos celebrados en Valencia.
En 1971 participaría en el campeonato Europeo de Boxeo Amateur, sin lograr ninguna presea.
En 1972 llegaría su mayor triunfo a nivel internacional, obteniendo un 5º lugar en peso pluma, y con esto, un diploma olímpico, en los Juegos Olímpicos de Múnich 1972 al perder en cuartos de final contra el colombiano Clemente Rojas, que ganaría la medalla de bronce.
En 1975 consigue la medalla de bronce en la modalidad de Peso pluma en el campeonato de Europa de boxeo aficionado que se celebra en Katowice, Polonia. 
En 1976 reeditaría su participación olímpica acudiendo a Montreal 1976, esta vez en peso ligero, aunque perdería en segunda ronda contra el cubano Reinaldo Valiente.
En este momento, decide pasarse al profesionalismo, donde lograría 7 victorias en 7 combates, retirándose en 1980.